# Krwawe zajście pomiędzy dwoma mężczyznami z powodu pewnej wdowy. Podejrzewa się przyczyny polityczne
Krwawe zajście pomiędzy dwoma mężczyznami z powodu pewnej wdowy. Podejrzewa się przyczyny polityczne lub Krwawa zemsta (wł. Fatto di sangue fra due uomini per causa di una vedova, si sospettano moventi politici) – włoski thriller z 1978 roku w reżyserii i według scenariusza Liny Wertmüller.

## Opis fabuły
Akcja filmu rozgrywa się w latach 20. XX wieku. Mąż Titiny Paterno (Sophia Loren) zostaje zamordowany przez mafię. Na skutek szoku kobieta traci dziecko. Nikt z mieszkańców nie chce jej pomóc w wymierzeniu sprawiedliwości zabójcom. Miejscowa społeczność żyje bowiem w strachu przed mafiosami. W Palermo zjawia się Rosario Maria Spallone (Marcello Mastroianni), adwokat, który chce zorganizować ruch oporu wobec kliki Mussoliniego. Wdowa z pomocą dwóch zakochanych w niej mężczyzn szuka zemsty na zabójcy swego męża.

## Obsada
- Sophia Loren jako Titina Paterno
- Marcello Mastroianni jako Rosario Maria Spallone
- Giancarlo Giannini jako Nick Sanmichele
- Turi Ferro jako Vito Acicatena
- Mario Scarpetta jako Tonino
- Antonella Murgia jako Ragazza incinta
- Lucio Amelio jako Crisafulli

## Produkcja
Zdjęcia kręcono w Comitini (prowincja Agrigento) oraz w amfiteatrze greckim w Segeście (prowincja Trapani).